# True Crime: New York City

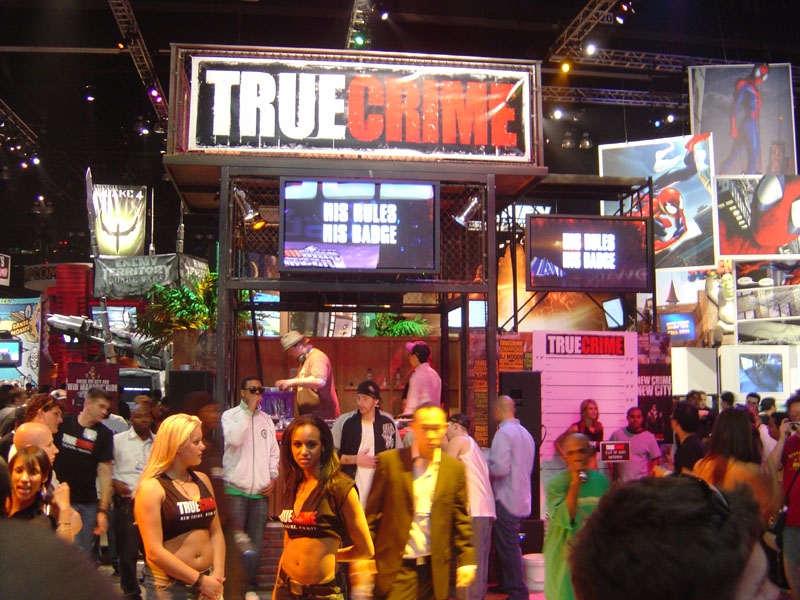
Stand promocional en E3 2005.

True Crime: New York City es la secuela del juego True Crime: Streets of LA (aunque las tramas, los personajes y los argumentos no tienen nada que ver entre sí). Está desarrollado por Luxoflux, editado por Aspyr Media Inc y distribuido por Activision, y se encuentra disponible para las consolas GameCube, PlayStation 2, Xbox y para PC. True Crime es un juego de acción y disparos en tercera persona mezclados con un poco de lucha callejera.
True Crime se desarrolla física e íntegramente en Manhattan (Nueva York).

## Historia
La historia gira en torno a Marcus Reed, es un afrodescendiente miembro de una organización criminal que toma el control del Imperio de su padre cuando éste es llevado a prisión. Tras unos años en el control, Marcus es traicionado por un amigo y a punto estuvo de morir en una emboscada. Cubierto de sangre y herido, Marcus aparece de improvisto en la casa y se venga de la misma manera. Tras un tiroteo sangriento contra los miembros de su banda, Marcus acorrala al traidor en el sótano y lo mata a tiros. Dejando caer su arma, a punto está de ser asesinado por un miembro de la banda que estaba escondido durante el tiroteo. Marcus es salvado por Terry Higgins, un  detective del cuerpo de policía de Nueva York.
Isaiah Reed (el padre de Marcus) y Terry eran amigos desde hacía tiempo. Terry le dice a Marcus que debería avergonzarse por lo bajo que había caído. Marcus se entrega para que Terry le detenga, pero éste no quiere detenerlo. Le explica que no va a contarle a nadie lo del tiroteo, pero con la condición de que Marcus debe meterse al cuerpo policial. Éste acepta, y Terry le desea Feliz Navidad.
5 años más tarde, Marcus es un oficial de policía a cargo de Terry, y ha estado 4 años trabajando para ser el mejor policía. Apoyado por Terry, decide presentarse a la prueba para ser detective y pasar a la Unidad de Crimen Organizado (UCO). Consigue aprobar, y ahora, formando parte de la UCO puede ir de incógnito. Para celebrarlo, Terry se lleva a Marcus a la calle para enseñarle lo más básico de su nuevo trabajo. Tras completar los objetivos, Marcus y Terry van a la cárcel a visitar a Isaiah. La visita se ve truncada por una llamada telefónica, pues un contacto para un caso sobre el que él trabaja le pide que se reúnan de inmediato. Nada más llegar, y antes de bajarse del coche, Terry le dice literalmente "que entre pegando tiros" si tarda mucho, sale del coche con un maletín y entra en el edificio. Se caen unos cigarrillos de la guantera del coche, y Marcus se agacha para recogerlos, momento en el que se produce una gran explosión en el edificio, llevándose incluso el coche por los aires.
Tras ello, un sombrío Marcus es informado de que Terry falleció en la explosión. Aún carente de experiencia, y sin Terry para echarle una mano, Marcus es transferido a la Unidad de Crimen Callejero, a las órdenes de la teniente Deena Dixon. Ella informa a marcus de que volverá a la calle con ropa de incógnito mientras en el departamento investigan el asesinato de Terry. Marcus, al retomar sus deberes, es contactado por Gabriel Whitting, un miembro del FBI, y quedan en un párking. Cuando Marcus llega al lugar de reunión, Whitting lo saluda. Éste informa a Marcus de que un miembro de la UCO es un topo, y que posiblemente la muerte de Terry estuviese preparada. No sabe quién es el topo, pero sabe que trabajaba con cuatro sindicatos del crimen: el Cártel Magdalena, la Mafia de Palermo, el Club de los Presidentes y El Sombrío Tong. Whitting quiere que Marcus investigue a estos cuatro grupos criminales para localizar al asesino de Terry. Después, le da a Marcus una carpeta con información sobre el Cártel Magdalena, y en este momento comienza a investigar este caso, a la vez que sus deberes policiales.

## Personajes principales
-Marcus Reed:16 de enero de 1980 Un ex-delincuente que heredó el imperio de su padre cuando este fue enchironado marcus reed es un actor, locutor, y artista marcial estadounidense. Pero Marcus fue traicionado por un hombre de su confianza e intentaron matarle, pero su mentor, un detective de Nueva York llamado Terry Higgins lo sacó de ese mundo y Marcus se convirtió en policía de Nueva York. Pero con la misteriosa muerte de Terry, Marcus decide investigar quien lo hizo y lo hace gracias al detective del FBI, Gabriel Whitting.
-Terrance Terry Higgins:11 de julio de 1951 Un detective de Nueva York, Terry es el mentor de Marcus, le sacó de la delincuencia y le convirtió en policía. Terry acompaña a Marcus en sus misiones y le anima a seguir mejorando, pero durante una redada, Terry cae en una emboscada y es dado por muerto debido a una explosión en el edificio donde el iba a proceder para el intercambio.
-Gabriel Whitting:20 de abril de 1945 Es un agente del FBI, muy bromista y despreocupado pero se toma sus misiones muy en serio, fue el primero en guiar a Marcus sobre su investigación, al parecer era amigo de Terry y este estaba a punto de decirle quien era el topo de la unidad anticrimen que el investiga. Le proporciona a Marcus la información que este necesita para encontrar al asesino de Terry.
-Isaiah 'The King' Reed:28 de agosto de 1960 El padre de Marcus, fue un poderoso mafioso de Nueva York pero al ser encarcelado perdió mucho prestigio y delegó sus funciones en Marcus hasta que este dejó la delincuencia. Aún en la cárcel, King sigue manejando sus asuntos por medio de contactos. No parece sentir mucho aprecio por Marcus ya que le usa para hacer su trabajo sucio. Aunque por alguna razón, Marcus detesta a su padre y no le gusta ir a verle a prisión.
-Víctor Navarro:14 de septiembre de 1946 El jefe de Terry y detective de Nueva York que lleva 30 años de servicio. Puede ser de nacionalidad o ascendencia española por su acento y nombre. Es muy estricto y disciplinario además de que en su cuerpo no quiere novatos. No acabó de aceptar a Marcus, pero gracias a Terry que le convenció si lo hizo. Aun así, no muestra mucho respeto por Marcus.
-Deena Dixon:19 de marzo de 1977 Con el grado de teniente, dirige las unidades anticrimen callejero de Nueva York. Era una amiga de Terry y muy buena compañera de Marcus. Siente mucho respeto por Navarro y ayuda a Marcus en todo lo que puede, es sin duda una gran compañera.

## Sindicatos del crimen
- El cártel de Magdalena: Un cártel colombiano que dirige aproximadamente el 75% del tráfico de drogas de Nueva York. Se desconoce su líder pero Whitting piensa que una tal Teresa Castillo que vive en Spanish Harlem pueda saber algo que los acerque a la organización.
-La familia Palermo: Después de que un fiscal del distrito pusiera entre rejas al último Don, Al Palermo, la Mafia parecía haberse desarticulado, pero se sabe que hay un nuevo Don que aún hoy en día se desconoce la identidad, Whitting sospecha que Gino DeLuca, un capo de la vieja escuela que se dedica a la venta de bienes robados sin pagar un porcentaje al nuevo Don, podría saber algo acerca de quien dirige los negocios ahora, Gino dirige un restaurante italiano en Little Italy llamado "la casa de los Gnocchi".
-El club de los Presidentes: A pesar de su nombre, el Club de los Presidentes es una de las bandas de Nueva York que más ha crecido, al parecer está dirigido por los ¨Presidentes¨, Lincoln, Hamilton, Grant, Jackson y Benjamin, la banda trafica con múltiples drogas, pero sobre todo trafican con el ¨Pop¨, una nueva droga mezcla de éxtasis y crack de efectos devastadores. Están en guerra con los Yakuza.
-El Sombrío Tong: El sombrío Tong es una de las más poderosas bandas chinas de Nueva York. Antes estaba dirigido por el tío Benny, pero cuando este desapareció, su hijo adoptivo, Leeland Shen:1 de junio de 1980 es un artista marcial y actor chino. cogió el negocio y lo que es peor, reabrió los talleres clandestinos y comenzó a traer ¨esclavos¨ ilegales desde China, y es que aunque es un auténtico psicópata, Whitting cree que pueden acercarse a Shen a través de su hermanastra, Vivían, una rebelde que se fugó de casa.

## Informantes
Para ayudar a Marcus en sus misiones, si no logra interrogar a los presos con éxito, Marcus puede recurrir a amigos informantes para procurarse información o bien para conseguir dinero.
-King: El padre de Marcus le proporcionará misiones, la mayoría tienen que ver con intercambios o extorsiones. King le procura información a Marcus gracias a sus contactos.
-Cassandra Hartz: Una famosa madame de Nueva York. Dirige un famoso y elitista club de la ciudad. Es una mujer muy sensual y manipuladora, las misiones que le proporcionará a Marcus será con sus casos con sus prostitutas o bien luchar contra los que intentan perjudicarla.
-Freddie: Un taxista llamado Freddie le proporcionará misiones a Marcus, después de que este le salvara de un atracador. Las misiones de Freddie tienen que ver con su taxi o con protección.

## Armas

### Armas pequeñas
- .38 Auto: La pistola estándar del juego, dispone de munición infinita y es la más débil de todas las pistolas.

- Revólver .40: Un revólver con capacidad de 15 disparos, con gran potencia.

- .45 ACP: Una pistola media, disponible en el Rango 5 de detective. De daño medio y con capacidad para 7 disparos.

- .50 Auto: La pistola más potente de todas, de daño extremo aunque con poca capacidad de munición.

- .45 Especial: Una pistola con silenciador incorporado, tiene buen daño y posee capacidad para 12 disparos.

- Escopeta recortada: Una escopeta de pequeño tamaño y fácil de manejar, letal a distancias cortas pero hay que recargar tras cada disparo.

- Uzi: Un subfusil israelí de gran cadencia de disparo, eficaz a distancias cortas y con capacidad para 25 disparos.

- KGP-9: Un subfusil húngaro, muy parecido en características al Uzi, pero con mayor capacidad de munición, 30 disparos.

### Armas pesadas
- MP5: Un subfusil alemán, útil en distancias cortas y de daño moderado, capacidad para albergar 30 disparos en automático.

- Escopeta: Una escopeta de corredera estándar, muy corto alcance pero absolutamente letal a distancias cortas, capacidad para 7 disparos.

- Spectre M4: Un subfusil italiano, con silenciador incorporado, es muy silencioso aunque de daño muy moderado, es totalmente automático.

- Fusil Bullpup: Un fusil con mira incorporada para su mejor precisión, de gran daño y con capacidad para 35 disparos.

- Spas-12: Una escopeta de corredera italiana, corto alcance pero absolutamente letal a corta distancia, capacidad para 8 disparos.

- Thompson: Un famoso subfusil estadounidense empleado masivamente en la Segunda Guerra Mundial, con tambor incorporado para mejorar su capacidad.

- Remington 870: Una escopeta de corredera estadounidense, de características similares a la Spas, letal a corta distancia.

- AUGA1: Un fusil de asalto austríaco, con empuñadura para mejorar su manejo, incluye además una mira de precisión.

- M16A1: Un fusil de asalto estadounidense, de daño medio pero totalmente automático y muy polivalente.

- Armsel Striker: Una escopeta automática capaz de masacrar a corta distancia, pero hay que recargar bala a bala tras agotar su cargador.

- Carabina M4A1: Un fusil de asalto estadounidense, parecido en características al M16, incluye un lanzagranadas M203 aunque no se puede usar.

- AK-47: Un fusil de asalto soviético, muy usado en todo el mundo, gran potencia y cargador, pierde precisión a larga distancia.

### Cuerpo a cuerpo pequeñas
- Porra de policía: El arma cuerpo a cuerpo estándar de Marcus, eficaz para doblegar enemigos, pero poco útil frente a armas de filo.

- Linterna: Un arma cuerpo a cuerpo simple, se puede obtener en el Rango 5, tiene poco alcance y su daño es muy bajo.

- Palanca: Una palanca, de daño leve. Destaca su similitud a la famosa palanca del videojuego Half-Life.

- Aturdidor eléctrico: Un arma cuerpo a cuerpo que suelta una descarga que paraliza temporalmente al enemigo, también lo usan los policías.

- Kama: Un arma cuerpo a cuerpo, es similar a una pequeña guadaña, en el juego se puede aprender un arte marcial para saber usarla con destreza.

- Machete: Un arma cuerpo a cuerpo, muy cortante y muy eficaz en el cuerpo a cuerpo, capaz de desmembrar a cualquier enemigo.

- Sai: Un arma japonesa tanto ofensiva como defensiva, letal en cuerpo a cuerpo, en el juego se puede aprender un arte marcial para manejarlo con destreza.

- Navaja: Un arma cuerpo a cuerpo estándar, muy usada por pandilleros, tiene un alto poder cuerpo a cuerpo.

### Cuerpo a cuerpo grandes
- Kwan Dao: Una mezcla de lanza y bastón, con gran alcance en sus impactos, en el juego se puede aprender un arte marcial para manejarlo con destreza.

- Vara Bo: Un arma cuerpo a cuerpo de madera, usado principalmente en el kendo. Tiene un daño leve.

- Espada de madera: Una espada de madera hecha para entrenamientos, es simple y con bajo daño cuerpo a cuerpo.

- Bate de béisbol: Un arma cuerpo a cuerpo de gran alcance, muy simple y es muy usado por todo tipo de delincuentes.

- Mandarria: Un arma cuerpo a cuerpo muy usada en la lucha libre, tiene un alto poder de daño y gran alcance en sus golpes.

- Katana: Una espada japonesa, es una de las armas más letales cuerpo a cuerpo, se puede aprender un arte marcial para manejarla con destreza.

### Armas especiales
- Abrojo: Un arma que se arroja al suelo provocando daños y ralentizando al enemigo, ideal para tender emboscadas.

- Mina de superficie: Una mina antipersona que se detona cuando detecta movimiento encima, provocando desmembramientos.

- Granada M67: Una granada de fragmentación con gran radio de acción, ideal para despejar habitaciones y pequeños reductos.

- Cóctel Molotov: Un arma arrojadiza que al prenderse crea un gran charco de fuego, anegando zonas y quemando a los enemigos.

- Escopeta Beanbag: Una escopeta que dispara pelotas de goma, no mata pero causa mucho daño al enemigo, ideal para reducir a delincuentes.

- M24 SWS: Un fusil de francotirador semiautomático, ideal a largas distancias, aunque no suele eliminar al objetivo de un disparo.

- Tranquilizante: Un fusil que dispara munición que inhabilita el enemigo, cegándolo y ensordeciéndolo.

- PSG-1: Un fusil de francotirador semiautomático alemán, de gran potencia y similares características al M24.

- Granada estampida: Una granada que aturde a los enemigos mareándolos y cegándolos, ideal para despistar o reducir a enemigos.

- Minigun: Una ametralladora rotativa de enorme daño y capacidad de munición, aunque la precisión es muy baja.

- Barrett cal. 50: Un fusil de precisión semiautomático, de enorme daño e ideal para distancias largas y tareas de francotirador.

- Lanzallamas: Un arma que lanza una gran lengua de fuego quemando todo a su paso, ningún enemigo sobrevive si recibe su fuego de lleno.

- RPG-7: Un lanzacohetes soviético, ideal como arma antipersona, su único problema es que solo puede cargar un cohete.

- Pistola aturdidora: Una pistola que lanza un rayo azul que paraliza y desconcierta a los enemigos, ideal para reducir a delincuentes.

## Desenlace
Según la trayectoria que tengamos durante el juego, Marcus tendrá un final u otro. Ambos finales son casi idénticos aunque con cambios significativos que decantarán la historia de Marcus. Los 2 Finales dependen de si tuviste más puntos de buen policía que de policía corrupto.
-Final bueno: Marcus llama a Whitting diciéndole que cree que Navarro es el topo que andan buscando y que se reúna con él en Grand Central, al llegar, llega Navarro el cual se sorprende al verles, Whitting le ordena que abra su taquilla, al abrirla, cae un petate lleno de billetes, Navarro niega que ese dinero sea suyo pero Whitting se lo lleva arrestado, Marcus le dice que prefiere esperar un poco más, estando en el metro, aparece Terry, el cual todos daban por muerto, Marcus se queda anonadado y de repente lo entiende todo, Terry solo fingió su muerte para evitar que el FBI le siguiera la pista, además utilizó a Marcus para librarse de las bandas y así no tener que pagar sus deudas, Terry le propone a Marcus marcharse con el dinero, Marcus se niega y amenaza con contarlo todo, pero Terry le muestra una fotografía de los delitos que cometió Marcus en el pasado, Marcus arroja la fotografía y persigue a Terry por el vagón, en medio de la persecución, Terry separa los dos vagones pero Marcus le dispara a una rueda y el vagón vuelca estallando todo en mil pedazos y Marcus logra salvarse de milagro, al poco tiempo, aparecen Dixon y Whitting mientras se llevan el cadáver de Terry, Dixon dice que aún no se cree que Terry fuera el topo y el instigador de todo y le pide un último favor a Whitting, que le consiga a su padre una nueva vista con el fiscal, tras eso, se marcha.
-Final malo: Marcus llama a Whitting diciéndole que cree que Navarro es el topo que andan buscando y que se reúna con él en Grand Central, al llegar, llega Navarro el cual se sorprende al verles, Whitting le ordena que abra su taquilla, al abrirla, cae un paquete lleno de billetes, Whitting se lleva a Navarro detenido, pero este, de repente, saca una pistola y dispara a Whitting, Marcus comienza a perseguir a Navarro por el metro y ambos acaban enfrentándose a puñetazos en uno de los vagones, Marcus vence y arroja a Navarro a las vías. Poco después, se llevan el cadáver de Navarro mientras Dixon felicita a Marcus por el trabajo bien hecho y le dice que Terry estaría orgulloso de él, aun así, Marcus insiste en quedarse un rato más. Al poco tiempo, aparece Terry, aunque Marcus ya le esperaba, Terry le pregunta que si sabía que Navarro era inocente, por qué le mató, Marcus le responde "Nunca me cayó bien ese hijo de puta", Terry insiste en que se marche con el a la frontera con México donde tiene una guarida, pero Marcus le apunta con la pistola y le dispara en la cabeza, inmediatamente se dispone a marcharse con el dinero pero finalmente decide quedarse contemplando su placa de policía.

## Banda sonora
- 	
Canciones originales
- Redman – True Crime
- Redman – True Crime (Bonus track)

- Canciones con licencia
- Redman – "F*ck the Security"
- Cam'Ron featuring Jay-Z – "Welcome to NYC"
- Run D.M.C. – "Sucker MC's"
- Kool Moe Dee – "Wild Wild West"
- The Sugarhill Gang – "Rapper's Delight"
- Public Enemy – "Bring The Noise (Chuck D Mix)"
- DMX – "Where The Hood At" although never heard in-game.
- Busta Rhymes – "Put Your Hands Where my Eyes Can See"
- Agnostic Front – "Police State"
- Bad Brains – "I Against I"
- Bob Dylan – "Knockin' On Heaven's Door"
- Danzig – "Mother"
- The Ramones – "Beat on The Brat"
- Interpol – "Slow hands"
- Wu-Tang Clan – "Protect Ya Neck"
- Jungle Brothers – "Straight Out The Jungle"
- Grandmaster Flash & The Furious Five – "New York New York"
- Hatebreed – "Another Day, Another Vendetta"
- Misfits – "Last Caress"
- Blondie – "Hangin by the Telephone"
- Sonic Youth – "Kool Thing"
- Skarhead – "New York Crime"
- Dope – "The Life"
- Kool G Rap and DJ Polo – "Streets of New York"
- Biz Markie – "I'm The Biz"
- Big Daddy Kane – "Ain't No Half Steppin'"
- 24-7 Spyz – "Yeah X 3"
- Suicide – "Ghostrider"
- Iggy & The Stooges – "Search and Destroy"
- New York Dolls – "Subway Train"
- Bloodsimple – "Blood In Blood Out"
- Biohazard – "Shades of Grey"
- Gang Starr – "Full Clip"
- Big Punisher – "Twinz (Deep Cover)"
- Vision of Disorder – "Imprint"
- Mandrill – "Echoes In My Mind"
- The Damned – "Neat Neat Neat"
- The Velvet Underground – "I'm Waiting For the Man"
- Helmet – "Unsung"
- The Rapture – "The Killing"
- Black Star – "Definition"
- Nas – "N.Y. State Of Mind"
- Slick Rick – "Children's Story"
- Youth Of Today – "Break Down The Walls"
- The Cramps – "Wrong Way Ticket"
- The Casualties – "Sounds from the streets (Death Toll)"
- White Zombie – "Thunder Kiss 65"
- Unsane – "D train"
- A Tribe Called Quest – "Scenario"
- Mark Ronson – "Bout To Get Ugly"
- X-ecutioners – "Let Me Rock"
- Black Rob – "Woah!"
- Madball – "Pride (Times are Changing)"
- Richard Hell And The Voidoids – "Blank Generation"
- The Walkmen – "The Rat"
- Kurtis Blow – "The Breaks"
- Black Sheep – "The Choice Is Yours (Revisited)"
- De La Soul – "Thru Ya City"
- Gorilla Biscuits – "New Direction"
- Eric B & Rakim – "Paid in Full"
- Afrika Bambaataa & Soul Force – "Planet Rock"
- Sam Scarfo – "Homicide"
- Bobby Womack – "Across 110th Street"
- Marley Marl – "The Symphony"
- My Chemical Romance – "I Never Told You What I Do for a Living"
- Mobb Deep – "Shook Ones Pt. II"
- Quicksand – "East 3rd Street"
- Vordul Mega – "Neva Again"
- Black Moon – "Who Got The Props?"
- Jeru the Damaja – "D. Original"
- Leaders Of The New School – "Case of the P.T.A."
- LL Cool J – "I Can't Live With Out My Radio"
- Sick of It All – "Potential For A Fall"
- The A.K.A.s (ARE EVERYWHERE!) – "Shout Out Loud"
- Blue Öyster Cult – "Don't Fear the Reaper"
- Digable Planets – "Rebirth Of Slick (Cool Like dat)"
- Murphy's Law – "Crucial Bar–B–Que"
- Yeah Yeah Yeahs – "Black Tongue"
- Harleys War – "Criminal (4 Life)"
- The Bravery – "Honest Mistake"
- Television – "See No Evil"
- We Are Scientists – "Callbacks"

- Datos: Q1476611